# Saâdane Afif

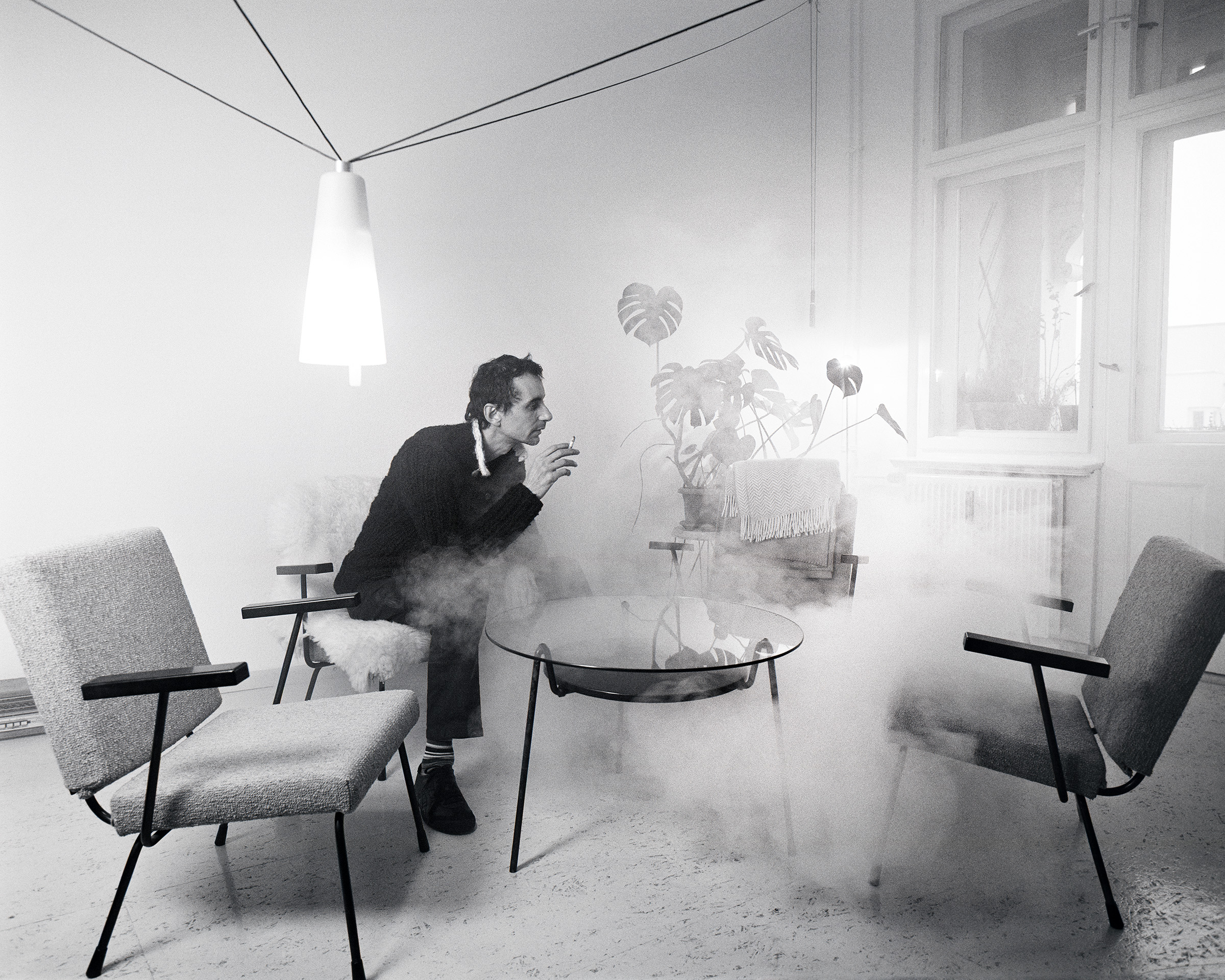
Saâdane Afif fotografiert von Oliver Mark, Berlin 2010

Saâdane Afif (* 1970 in Vendôme, Département Loir-et-Cher) ist ein französischer Objekt- und Installationskünstler.

## Leben
Saâdane Afif studierte bis 1995 an der École des Beaux-Arts in Bourges und bis 1998 in Nantes. 1996 nahm er an einer Gruppenausstellung in der Galerie Michel Rein in Tours teil, in der auch 1998 eine erste Einzelausstellung stattfand. Weitere Einzelausstellungen folgten unter anderem 2004 im Museum Folkwang in Essen und 2005 im Palais de Tokyo in Paris; 2007 nahm er an der documenta 12 teil. Saâdane Afif lebt und arbeitet in Berlin.

## Werk
Afifs Arbeiten sind meistens interdisziplinär angelegt und nehmen Elemente aus der Kunstgeschichte und aus Musik und Poesie auf, die über einen längeren Verarbeitungsprozess in Installationen und Objekten umgesetzt werden. Oft spielt die Übertragung eines Werks zwischen verschiedenen Autoren und Medien eine tragende Rolle, wobei das Werk jeweils neue Interpretationen und Ausformungen erfährt. Eine beispielhafte Arbeit ist Melancholic Beat, für die Afif zunächst für eine Ausstellung die Kuratorin und Künstlern Lili Reynaud-Dewar um vier poetische Texte bat, die die jeweils gleichen Titel wie vier von ihm ausgestellte Arbeiten tragen sollten und mit diesen gemeinsam als Wandarbeiten gezeigt wurden. In einem nächsten Schritt bat er Musiker wie Portradium (Ludovic Puolet) und Tujiko Noriko um eine Vertonung der Texte, die schließlich 2005 im Rahmen einer weiteren Ausstellung als CD erschien. Afif greift dabei nicht nur Ideen der Konzeptkunst und der Appropriation Art auf, sondern bezieht historische Vorbilder manchmal sogar direkt in eigene Arbeiten ein, wie in Black Spirit, einem „Remake“ der Barre de Bois von André Cadere.
In anderen Arbeiten rücken die Objekte und ihr eigener Zeitbezug selbst in den Vordergrund. In Blue Time montierte Saâdane ein Uhrwerk in runde, lackierte Resonanzkörper und schloss diese an Gitarrenverstärker an, so dass das Ticken verstärkt und deutlich hörbar wurde. Eine verwandte Arbeit ist Black Chords Plays Lyrics (2007), in der die Saiten an Verstärker angeschlossener elektrischer Gitarren automatisch anhand eines bestimmten Schemas angeschlagen werden. Black Chords Plays Lyrics steht dabei wiederum in Bezug zu einer früheren Arbeit Afifs – Power Chords (2005) – in der die Folge der Saitenanschläge aus dem Farbschema Caderes entwickelt wurde.
2009, als Afif den Marcel-Duchamp-Preis erhielt, begann seine Arbeit an Fountain Archive, die, kontinuierlich fortgeführt, heute aus rund 300 Bildern des Urinals von Marcel Duchamp besteht. Jedes dieser Bilder wurde allen möglichen Publikationen – angefangen von Büchern bis hin zu Pornoheften – entnommen, wobei der Künstler die einzelnen herausgetrennten Blattseiten in jeweils dafür angepasste Bilderrahmen, mit zum Teil farbigen Rückwänden, integriert, womit der Rahmen fixer Bestandteil des gesamten Bildes wird. Entsprechend dem architektonischen Ambiente erfolgt dann die Installation.